# 挪威專員轄區

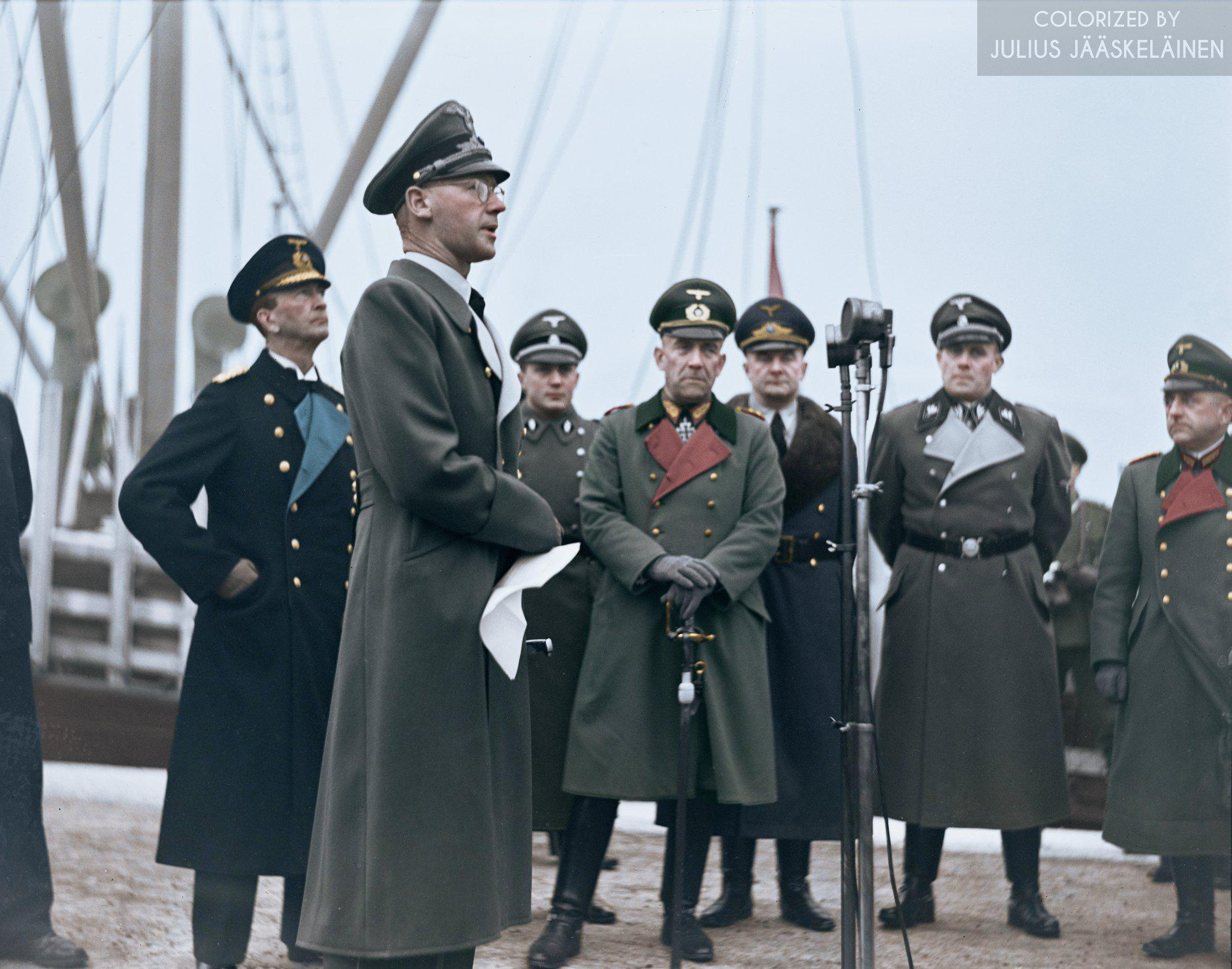
1940年圣诞节前，一艘载有德国士兵圣诞礼物的“圣诞船”（德语：Weihnachtsschiff）抵达奥斯陆港口。德国占领和第二次世界大战吉斯林政权期间的挪威总督约瑟夫·特博文将这批货物交给尼古拉斯·冯·法尔肯霍斯特大將，他是1940年至1944年间驻挪威德国军队的指挥官

挪威專員轄區（德語：Reichskommissariat Norwegen）是納粹德國在第二次世界大戰期間設立的專員辖区之一。納粹德國需要佔領挪威並將其納入德國主要原因有二，一是為了獲取自然資源，二是擔心同盟國通過挪威進攻德國。挪威雖然宣稱中立，但最後還是被德國登陸佔領。1945年5月德國戰敗之後，挪威專員轄區解體。